# نرنادزور
نرنادزور (به ارمنی: Նռնաձոր) یک سکونتگاه مسکونی در ارمنستان است که در استان سیونیک واقع شده‌است. در کیلومتری جنوب کاپان، مرکز استان سیونیک واقع شده‌است.

## خصوصیات
نرنادزور ۱۱۸٫۶۱ کیلومترمربع مساحت و ۱۴۸ نفر جمعیت دارد و در ارتفاع ۶۵۰ متر بالاتر از سطح دریا قرار گرفته‌است.
| سال   | ۱۸۳۱ | ۱۸۹۷ | ۱۹۲۶ | ۱۹۵۹ | ۱۹۷۰ | ۱۹۷۹ | ۱۹۸۹ | ۲۰۰۱ | ۲۰۰۴ |
| جمعیت |      |      |      |      |      |      |      |      |      |